# Eugeniusz Szermentowski
Eugeniusz Bolesław Marian Szermentowski z domu Schummer (ur. 8 lipca 1904 w Krasnem, zm. 24 czerwca 1970) – polski pisarz i dziennikarz.

## Życiorys
Urodził się 8 lipca 1904 w Krasnem w rodzinie Franciszka Aleksandra Schummera i Stefanii Reginy z domu Stall.
Od 1923 studiował prawo na Uniwersytecie Warszawskim. W 1925 zaczął publikować w prasie. Od 1927 pracował w warszawskim tygodniku „Radio”, a później w piśmie „Świat”. W 1940 więziony na Pawiaku. Podczas powstania warszawskiego przebywał w Warszawie. Stworzył wtedy notatki o tych wydarzeniach, które zostały opublikowane w 2004 roku w książce Dzienniki z Powstania Warszawskiego autorstwa jego wnuczki, Zuzanny Pasiewicz. Po wojnie prowadził księgarnię. W latach 1948–1953 zawiesił działalność pisarską, by wkrótce do niej powrócić.
W 1954 roku zmienił nazwisko z Schummer na Szermentowski. Z nieznanych powodów przyjął nazwisko polskiego malarza Józefa Szermentowskiego, który według Kurjera Warszawskiego z 10 września 1873 roku i Gazety Narodowej nr 288 z 1873 zmarł bezpotomnie w Paryżu.

## Publikacje
- 1930 – Nowa Litwa
- 1935 – Pod znakiem Pogoni
- 1933 – Litwa
- 1936 – Trzecia Rzesza rośnie
- 1936 – Historia jednej blagi
- 1936 – Karierowicz
- 1936 – Dwa klawisze
- 1940 – Rzesza rośnie [źródło: Adolf Szyszko-Bohusz (1883-1948), Wawel pod okupacją niemiecką. Wspomnienia z lat 1939-1945, [w:] Kraków w latach okupacji 1939-1945. Studia i materiały, „Rocznik Krakowski”, t. XXXI (1949-1957), s. 168]
- 1956 – Kraj tęsknoty (o dziadku Józefie Szermentowskim)
- 1958 – Młodość, talent, animusz
- 1959 – Pan Henryk (o Sienkiewiczu)
- 1959 – Powieść niedługo napiszę prześliczną (młodość Henryka Sienkiewicza)